# Королевские военно-воздушные силы Саудовской Аравии
Королевские военно-воздушные силы Саудовской Аравии (араб. القوات الجوية الملكية السعودية‎) — один из видов Вооружённых сил Саудовской Аравии.
Саудовские военно-воздушные силы (ВВС) были сформированы в 1920 году. Закупки авиационного вооружения и техники традиционно производятся в Великобритании и США, причём хорошее финансирование позволяет приобретать наиболее современные типы самолётов; на 2008 год Саудовская Аравия располагала вторым по величине авиапарком на Ближнем Востоке, после Израиля. Первый в истории государства воздушный бой состоялся в июне 1984 года, когда саудовским истребителям F-15 удалось сбить над Персидским заливом один или два иранских F-4. Саудовские ВВС принимали активное участие в военной операции против Ирака «Буря в пустыне» (1991 год), в ходе которой одержали ещё две воздушные победы.

## Пункты базирования

### Аэродромы
- Дахран — для прикрытия крупных нефтяных месторождений Персидского залива;
- Таиф — для защиты Мекки и Медины
- Хамис Мушайт — прикрытие границы с Йеменом;
- База в Табуке — для прикрытия портов на северо-западе страны
- Эр-Рияд — прикрывает столицу.
- Абкайк
- Аль-Аша
- Джизан
- Хуфуф
- Джидда
- Джубейль
- Медина
- Шарура
- Аль-Сулайил

### Учебные заведения
Авиационной академия имени короля Фейсала на авиабазе Эль-Хардж.

## Боевой состав
| Формирование        | Вооружение и оснащение                                                                                  | Назначение       | Дислокация     |
| ------------------- | --- | ---------------- | -------------- |
| 1-я авиаэскадрилья  | A340 213 C/VC-130H L-100-30 CN-235M BAe-125-800 Gulfstream III C-140 JetStar Agusta AS-61A4 Learjet 35A | VIP              | Riyadh         |
| 2-я авиаэскадрилья  | Northrop F-5E/F                                                                                         | ударная          | Tabuk          |
| 3-я авиаэскадрилья  | Northrop F-5E/F/B                                                                                       | ударная          | Taif           |
| 4-я авиаэскадрилья  | C-130E                                                                                                  | транспортная     | Jeddah         |
| 5-я авиаэскадрилья  | F-15C/D                                                                                                 | истребительная   | Taif           |
| 6-я авиаэскадрилья  | F-15C/D                                                                                                 | истребительная   | Khamis Mushait |
| 7-я авиаэскадрилья  | Panavia Tornado IDS                                                                                     | ударная          | Dhahran        |
| 8-я авиаэскадрилья  | Reims Cessna 172                                                                                        | учебная          | Riyadh         |
| 9-я авиаэскадрилья  | Pilatus PC-9                                                                                            | учебная          | Riyadh         |
| 10-я авиаэскадрилья | Northrop F-5E/F                                                                                         | учебная          | Taif           |
| 11-я авиаэскадрилья | BAE Systems Hawk 65                                                                                     | учебная          | Riyadh         |
| 12-я авиаэскадрилья | Agusta AB212                                                                                            | транспортная     | Taif           |
| 13-я авиаэскадрилья | F-15C/D                                                                                                 | истребительная   | Dhahran        |
| 14-я авиаэскадрилья | Agusta AB212                                                                                            | транспортная     | Taif           |
| 15-я авиаэскадрилья | Northrop F-5E/F/B                                                                                       | ударная          | Khamis Mushait |
| 16-я авиаэскадрилья | C-130E/H                                                                                                | транспортная     | Riyadh         |
| 17-я авиаэскадрилья | RF-5E Northrop F-5E/F                                                                                   | разведывательная | Tabuk          |
| 18-я авиаэскадрилья | Boeing E-3A Boeing KE-3A                                                                                | ДРЛО заправщики  | Riyadh         |
| 21-я авиаэскадрилья | BAE Systems Hawk 65                                                                                     | учебная          | Dhahran        |
| 22-я авиаэскадрилья | Pilatus PC-9                                                                                            | учебная          | Riyadh         |
| 29-я авиаэскадрилья | Panavia Tornado ADV                                                                                     | истребительная   | Dhahran        |
| 32-я авиаэскадрилья | KC-130H                                                                                                 | заправщики       | Riyadh         |
| 34-я авиаэскадрилья | F-15C/D                                                                                                 | истребительная   | Khamis Mushait |
| 35-я авиаэскадрилья | Jetstream 31                                                                                            | учебная          | Dhahran        |
| 37-я авиаэскадрилья | BAE Systems Hawk 65                                                                                     | учебная          | Tabuk          |
| 42-я авиаэскадрилья | F-15C/D                                                                                                 | истребительная   | Dhahran        |
| 55-я авиаэскадрилья | F-15S                                                                                                   | истребительная   | Khamis Mushait |
| 66-я авиаэскадрилья | Panavia Tornado IDS                                                                                     | ударная          | Khamis Mushait |
| 75-я авиаэскадрилья | Panavia Tornado IDS                                                                                     | ударная          | Khamis Mushait |
| 79-я авиаэскадрилья | BAE Systems Hawk 65                                                                                     | учебная          | Dhahran        |
| 83-я авиаэскадрилья | Panavia Tornado IDS                                                                                     | ударная          | Khamis Mushait |
| 88-я авиаэскадрилья | BAE Systems Hawk 65                                                                                     | учебная          | Dhahran        |
| 92-я авиаэскадрилья | F-15S                                                                                                   | истребительная   | Dhahran        |
| 93-я авиаэскадрилья | F-15S                                                                                                   | истребительная   | Khamis Mushait |
| 99-я авиаэскадрилья | CAS 532U2/A2 Cougar Mk.II                                                                               | вспомогательная  | Taif           |

## Вооружение и военная техника

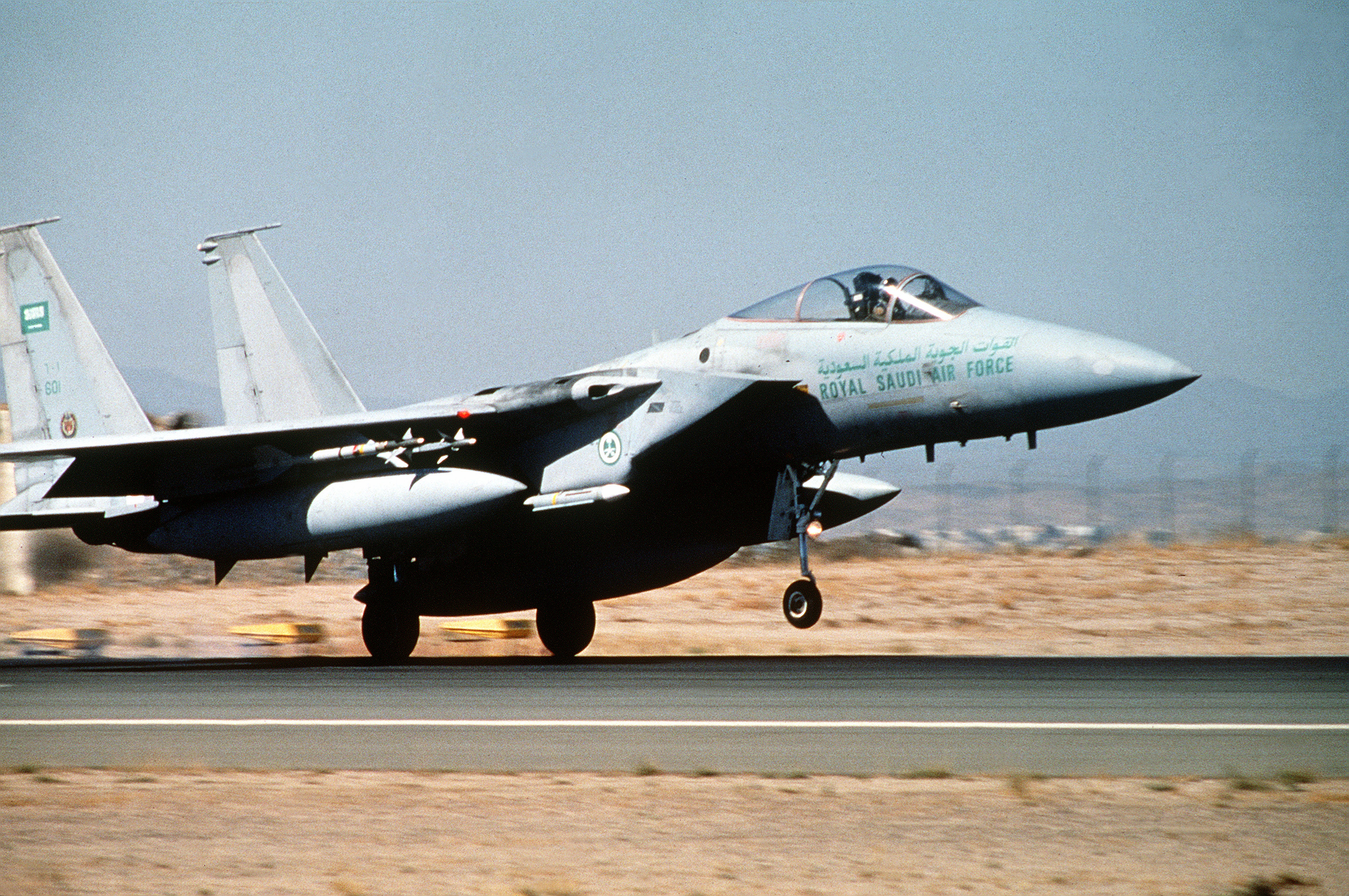
McDonnell Douglas F-15

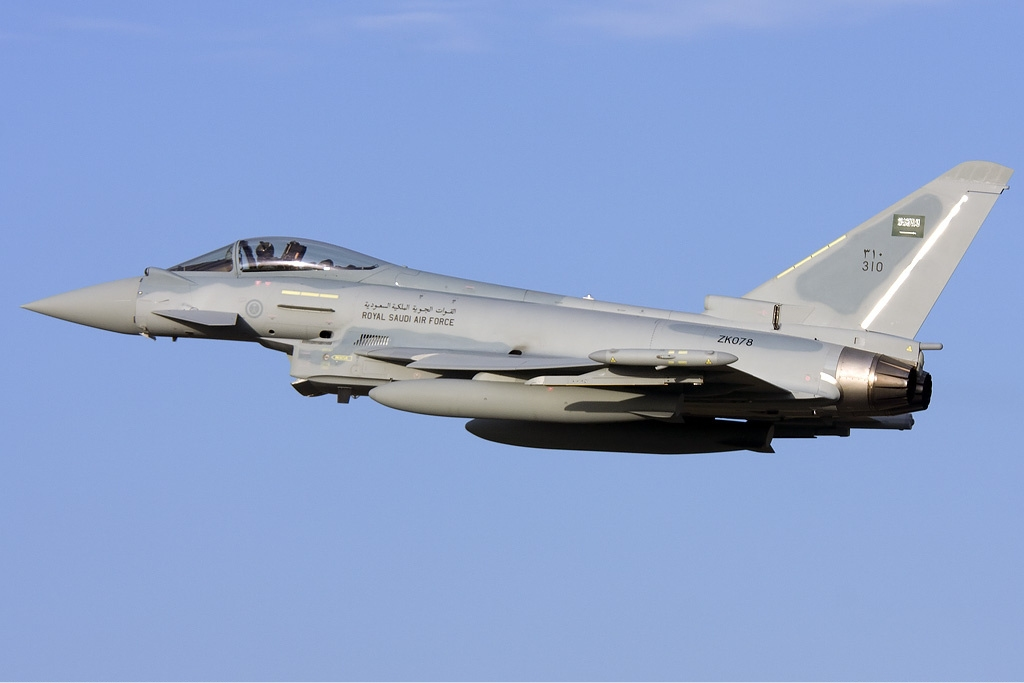
Eurofighter Typhoon

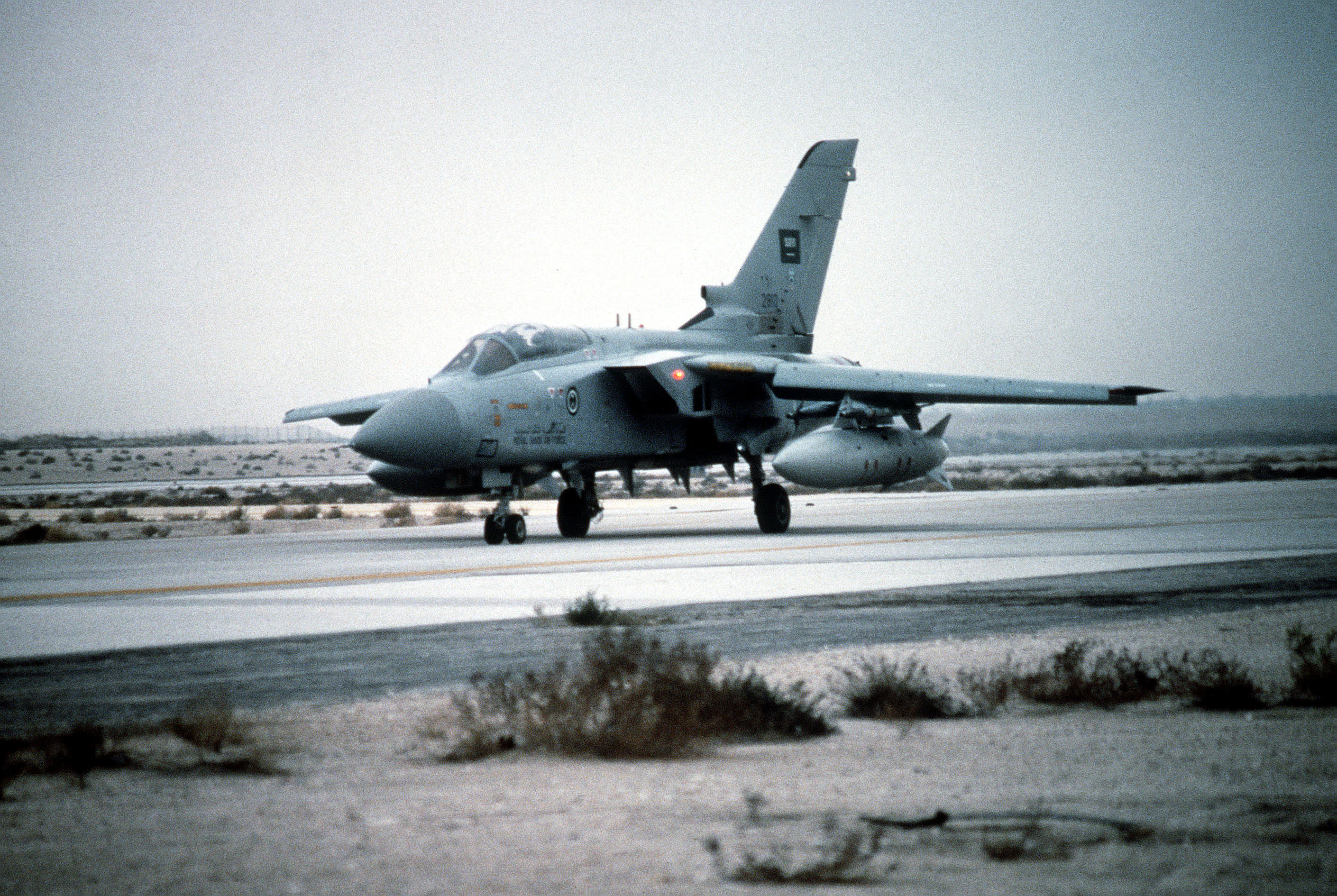
Panavia Tornado

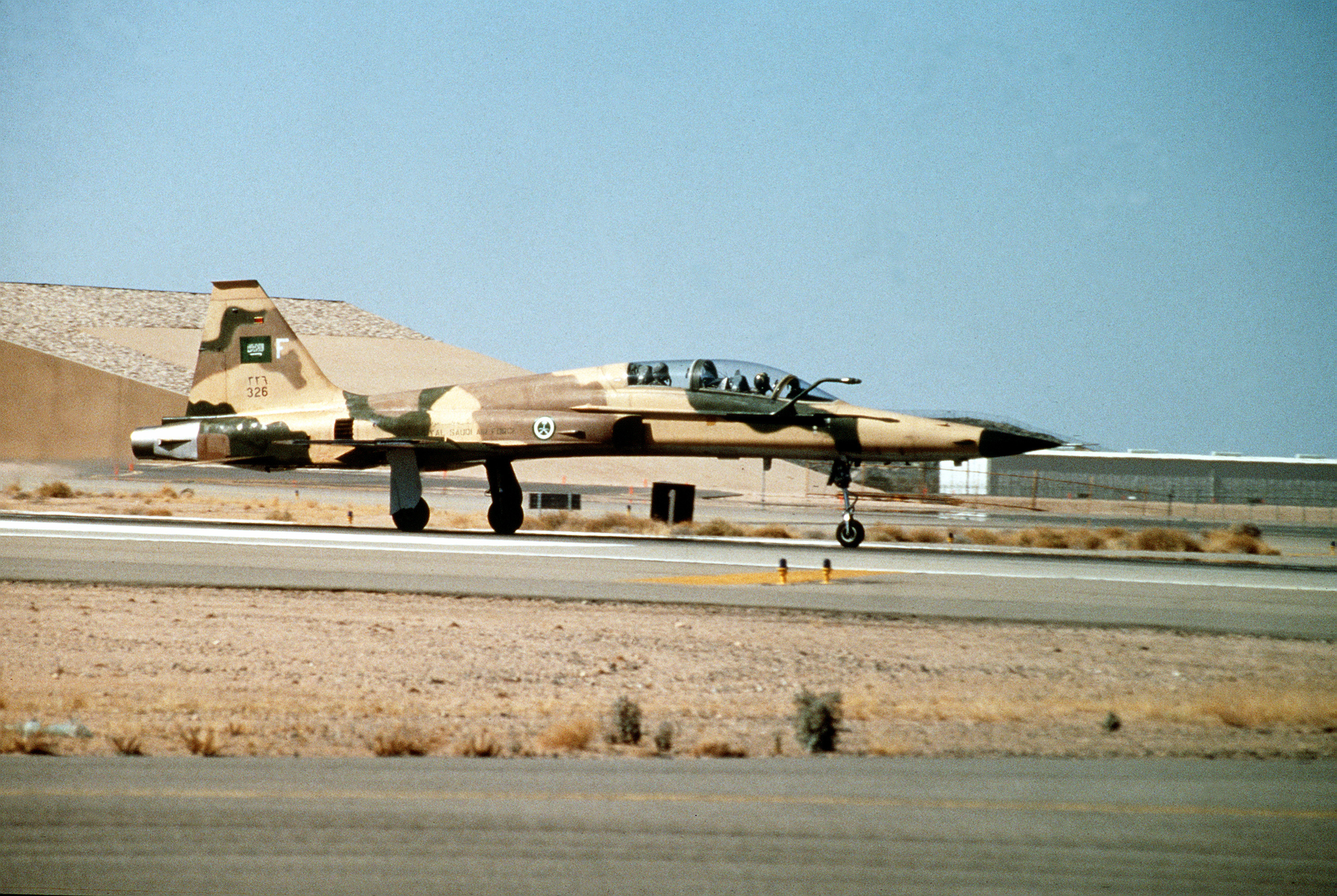
Бывший Northrop F-5F Tiger II

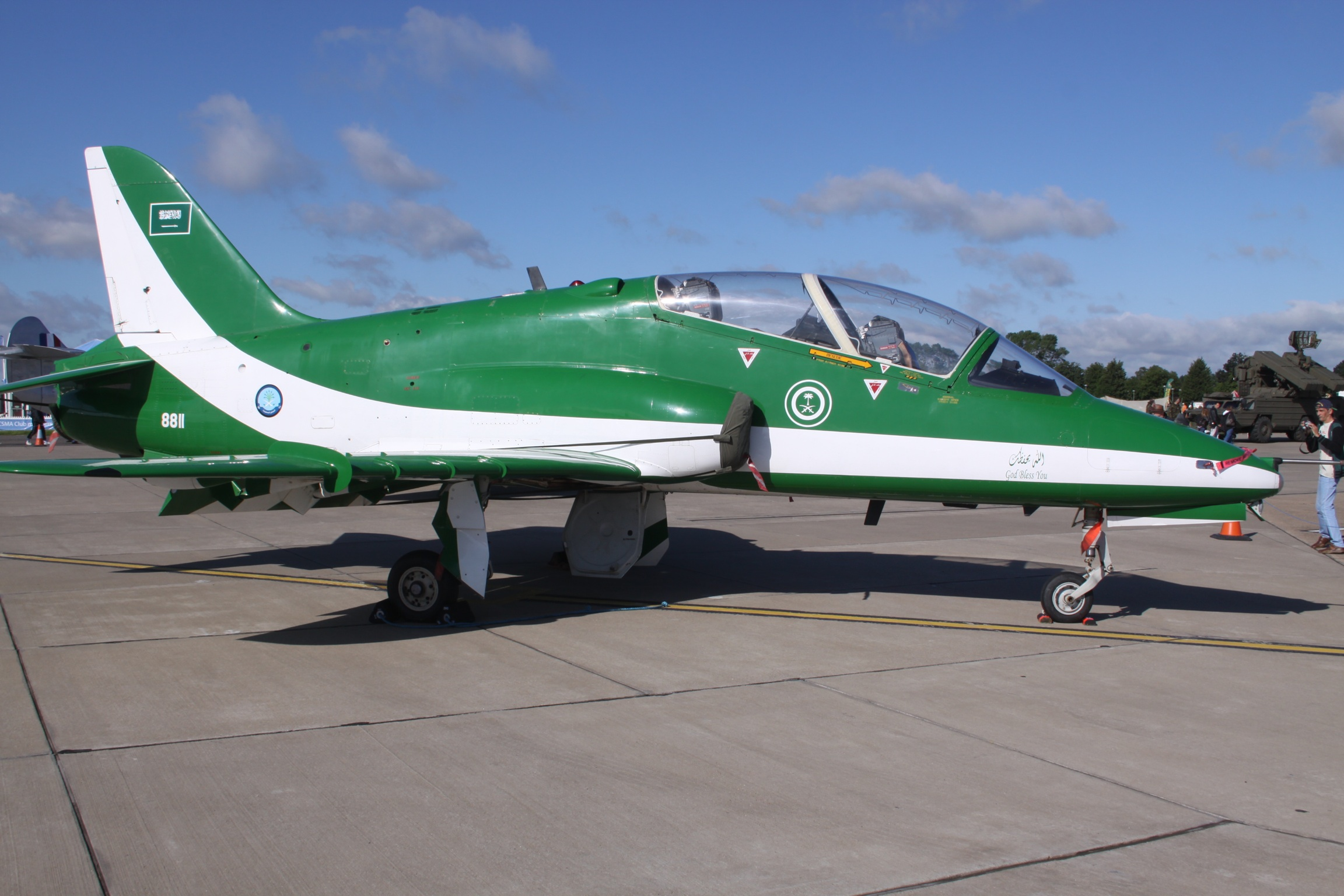
BAE Systems Hawk 65

| Тип | Производство    | Назначение                                                                              | Количество      | Примечания                                                            |                 |
| Боевые самолёты | Боевые самолёты | Боевые самолёты                                                                         | Боевые самолёты | Боевые самолёты                                                       | Боевые самолёты |
| --- | --------------- | --------------------------------------------------------------------------------------- | --------------- | --------------------------------------------------------------------- | --------------- |
| Boeing F-15SA | США             | многофункциональный истребитель                                                         | 84              | Первые поставки с 2016                                                |                 |
| Boeing F-15S | США             | истребитель-бомбардировщик                                                              | 70              | Поставлены в 1996—1998                                                |                 |
| Eurofighter Typhoon | Европа          | многоцелевой истребитель                                                                | 68              | заказаны 72 самолёта, для замены F-5                                  |                 |
| McDonnell Douglas F-15C McDonnell Douglas F-15D                                                                            | США             | истребитель-перехватчик учебный истребитель                                             | 56 25           | Поставлялись с 1981 года                                              |                 |
| Northrop F-5E Northrop F-5F                                                                                                | США             | многоцелевой истребитель учебный истребитель                                            | 22 1            | Поставлялись в 1970-х будут заменены на EF 2000                       |                 |
| Panavia Tornado ADV Panavia Tornado IDS                                                                                    | Европа          | истребитель-перехватчик истребитель-бомбардировщик                                      | 15 69           | Поставлялись в 1989—1998                                              |                 |
| ДРЛО |                 |                                                                                         |                 |                                                                       |                 |
| Boeing E-3A | США             | самолёт ДРЛО                                                                            | 5               |                                                                       |                 |
| Транспортные самолёты |                 |                                                                                         |                 |                                                                       |                 |
| Airtec-Aircraft Tech Ind. CN-235                                                                                           | Испания         | транспортный самолёт                                                                    | 4               |                                                                       |                 |
| Boeing 737-700BBJ Boeing 737—800                                                                                           | США             | транспортный самолёт транспортный самолёт                                               | 2 1             |                                                                       |                 |
| Boeing 747SP | США             | транспортный самолёт                                                                    | 2               |                                                                       |                 |
| Boeing 757—200 | США             | транспортный самолёт                                                                    | 1               |                                                                       |                 |
| Boeing KE-3A | США             | самолёт топливозаправщик                                                                | 7               |                                                                       |                 |
| Boeing MD-11 | США             | транспортный самолёт                                                                    | 2               |                                                                       |                 |
| British Aerospace Jetstream 31                                                                                             | Великобритания  | транспортный самолёт                                                                    | 1               |                                                                       |                 |
| Cessna Citation Bravo | США             | VIP транспорт                                                                           | 4               |                                                                       |                 |
| Gulfstream G300 | США             | VIP транспорт                                                                           | 1               |                                                                       |                 |
| Gulfstream IV | США             | VIP транспорт                                                                           | 1               |                                                                       |                 |
| Lockheed C-130E Lockheed C-130H Lockheed C-130H-30 Lockheed KC-130H Lockheed L-100-30 Lockheed L-100-30HS Lockheed VC-130H | США             | транспортный самолёт транспортный самолёт самолёт топливозаправщик транспортный самолёт | 8 30 3 7 3 5    |                                                                       |                 |
| Reims F172 | Франция         | общего назначения                                                                       | 13              | американский самолёт Cessna 172 по лицензии производился во Франции   |                 |
| Учебные самолёты |                 |                                                                                         |                 |                                                                       |                 |
| BAE Systems Hawk 65 BAE Systems Hawk 65A                                                                                   | Великобритания  | учебно-тренировочный учебно-тренировочный                                               | 25 15           |                                                                       |                 |
| Pakistan Aeronautical Super Mushshak                                                                                       | Пакистан        | учебно-тренировочный                                                                    | 8               |                                                                       |                 |
| Pilatus PC-9 | Швейцария       | учебно-тренировочный                                                                    | 20              |                                                                       |                 |
| Вертолёты |                 |                                                                                         |                 |                                                                       |                 |
| Aerospatiale AS 365N | Франция         | транспортный вертолёт                                                                   | 6               |                                                                       |                 |
| Agusta AB205 | Италия          | многоцелевой вертолёт                                                                   | 5               | американский вертолёт Bell 205 по лицензии производился в Италии      |                 |
| Agusta AB212 | Италия          | многоцелевой вертолёт                                                                   | 24              | американский вертолёт Bell 212 по лицензии производился в Италии      |                 |
| Agusta AB412EP Bell Helicopter Textron 412SA                                                                               | Италия США      | многоцелевой вертолёт многоцелевой вертолёт                                             | 15              | американский вертолёт Bell 412 по лицензии производился в Италии      |                 |
| Agusta AS-61A4 | Италия          | транспортный вертолёт                                                                   | 2               | американский вертолёт S-61 Sea King по лицензии производился в Италии |                 |
| Eurocopter AS 532A2 | Франция         | многоцелевой вертолёт                                                                   | 10              |                                                                       |                 |
| Sikorsky S-70A | США             | многоцелевой вертолёт                                                                   | 8               |                                                                       |                 |